# Berendsohn
Berendsohn AG – niemiecka firma promocyjno- reklamowa.
Firma posiada swoje oddziały w czternastu państwach europejskich. Główna siedziba mieści się w Hamburgu. W 2008 roku został otworzony oddział w Polsce w Chorzowie. Obecnie Berendsohn AG zatrudnia ok. 850 pracowników. Roczne przychody firmy wynoszą ok. 80 milionów EUR, a liczba stałych klientów to ponad 100 tysięcy firm.

## Historia
Berendsohn AG została założona w 1833 roku przez jako dom wydawniczy zajmujący się sprzedażą grafik miejskich pejzaży Hamburga. W 1948 roku, za sprawą Gunthera Berendsona, firma zmieniła profil działalności koncentrując się na reklamach i promocji produktów. W 1964 roku  Berendsohn AG posiadała swoje siedziby we Francji, Włoszech, Norwegii, Austrii, Szwecji i Szwajcarii.

## Nagrody i wyróżnienia
Produkty firmy Berendsohn zostały wielokrotnie odznaczone międzynarodowymi nagrodami w zakresie projektowania i wzornictwa:
- korkociąg „Impuls“ odznaczony nagrodą iF Design w 1999
- brelok „Blue Point“ który w roku 2000 otrzymał nagrodę „red dot award“;
- świecznik „Droga Świetlna“,
- przyrząd do masażu „Dr Fell Good“,
- dekanter „Vinum“.

W roku 2006 i 2007 firma ustanowiła Nagrodę Berendsohn Give Away – mającą na celu promowanie młodych talentów i szukanie niekonwencjonalnych i ciekawych pomysłów na upominki promocyjno reklamowe.